# Mikko Kavén
Mikko Juhani Kavén (ur. 19 lutego 1975 w Lahti) – fiński piłkarz występujący na pozycji bramkarza.

## Kariera klubowa
Kavén profesjonalną karierę rozpoczynał w pierwszoligowym FC Kuusysi. W jego barwach debiutował w sezonie 1994. Wówczas wystąpił w lidze w 18 meczach. W następnym w lidze zagrał również 18 razy. Natomiast w rozgrywkach ligowych zajął z klubem przedostatnie, trzynaste miejsce i spadł z nim do drugiej ligi. Na zaplecze ekstraklasy spędził jeszcze rok. W sumie dla Kuusysi rozegrał 62 spotkania.
W 1997 roku przeszedł do pierwszoligowego HJK Helsinki. Od początku gry dla klubu z Finnair Stadium był tam rezerwowym. W pierwszym sezonie zagrał tam pięć razy. Z klubem zdobył także mistrzostwo Finlandii. W następnym sezonie nadal pełnił rolę rezerwowego. Z HJK wywalczył również Puchar Finlandii i Superpuchar tego kraju. Łącznie spędził tam dwa lata. W tym czasie rozegrał tam 10 spotkań.
Latem 1998 podpisał kontrakt ze szkockim Motherwell. Pierwszy występ zanotował tam 1 sierpnia 1998 w wygranym 1-0 meczu z St. Johnstone. W Motherwell był pierwszym bramkarzem. Grał tam do końca lutego 1999. Przez ten czas wystąpił tam w szesnastu meczach ligowych i jednym w Pucharze Szkocji.
1 marca 1999 przeniósł się do norweskiej Vålerenga Fotball. W debiutanckim sezonie 1999 rozegrał tam dwa spotkania. W kolejnym zagrał trzy razy. Na jego koniec Vålerenga zajęła dwunaste miejsce w lidze i po przegranych barażach spadła do Adeccoligaen. Wówczas Kavén odszedł z klubu.
Powrócił do Finlandii, a konkretnie do Tampere United. W pierwszym sezonie wywalczył tam z klubem mistrzostwo Finlandii. W 2006 roku ponownie sięgnął z nim po to trofeum. W 2007 roku Kavén po raz trzeci został z Tampere mistrzem Finlandii. W tym samym roku wygrał z nim rozgrywki Pucharu Finlandii. W 2009 roku triumfował również w Pucharze Ligi Fińskiej.

## Kariera reprezentacyjna
Kavén jest byłym reprezentantem Finlandii. W drużynie narodowej zadebiutował w 1997 roku. Łącznie w kadrze rozegrał 15 spotkań. W 2008 roku podjął decyzję o zakończeniu reprezentacyjnej kariery.